# Slaget vid Mobekk
Slaget vid Mobekk var ett fältslag som stod mellan svenska och norska trupper den 18 maj 1808 vid Mobekk, Kongsvinger i Norge under det dansk-svenska kriget 1808-1809. Den svenska utposten i Mobekk, som bestod av 300 soldater som beskyddade generalmajor Gustaf Mauritz Armfelts huvudarmé, blev anfallen av 800 norska soldater under befäl av Bernhard Ditlef von Staffeldt. Efter flera timmars strid stod svenskarna som segrare. 34 svenska soldater dödades och sårades under striden, medan norrmännen förlorade 269 man.